# Verona Records
La Verona Records è un'etichetta discografica fondata da Shane Told, frontman dei Silverstein, e con sede a Oakville (Canada).

## Storia
L'etichetta nasce nel 2005 per volere del cantante dei Silverstein Shane Told. Da sempre interessato ad intraprendere un progetto di questo genere, la spinta decisiva arriva quando Told conosce i Dead and Divine, una giovane band dell'Ontario talentuosa ma con scarsi mezzi e poche conoscenze nell'industria musicale. Per aiutare loro ed altri giovani gruppi emergenti, Told decide di creare la sua propria casa discografica. Il nome della band proviene da una canzone dei Silverstein, Your Sword vs. My Dagger, in cui si dice "Verona lives inside of you" (allusione a Shakespeare). Essendo già la maggior parte dei nomi che piacevano a Told occupata, il cantante ha chiesto ai suoi fan se avessero qualche suggerimento, e a qualcuno è venuto in mente il nome di Verona Records.
Il primo album pubblicato dall'etichetta è proprio quello di debutto dei Dead and Divine, What Really Happened at Lover's Lane. La seconda band messa sotto contratto dalla Verona Records sono i Dear Jane, I..., una band di Toronto, nel gennaio del 2006. Un anno dopo firmano per la Verona Records i canadesi A Dying Race, da Napanee. Successivamente, nel 2009, l'etichetta fa uscire l'EP degli I Am Committing a Sin Grow Past Their Promises e l'album di Brendan Rivera (primo artista non canadese dell'etichetta) Body of Land. Il 13 gennaio 2010 viene annunciata la firma di una nuova band, i Counterparts, che commercializzano tramite Verona Records il loro primo album, Prophets. In seguito, il 23 febbraio, esce anche l'EP The Tragedians EP degli I Am Committing a Sin, i quali però si separano a fine anno. Nel 2011 la Verona Records mette sotto contratto la band tedesca Today Forever per pubblicare il loro album Relationshipwrecks. Sempre nello stesso anno la Victory Records, una delle principali etichette indipendenti sulla scena hardcore, mette sotto contratto i Counterparts per il loro secondo album.

## Artisti attuali
- Dead and Divine
- Today Forever

## Artisti passati
- A Dying Race
- Brendan Rivera
- Circuit for the Blackout
- Counterparts
- Dear Jane, I...
- I Am Committing a Sin
- Jerk Circus
- The Stickup